# Municipio de Castor (condado de Stoddard)
El municipio de Castor (en inglés: Castor Township) es un municipio ubicado en el condado de Stoddard en el estado estadounidense de Misuri. En el año 2010 tenía una población de 5174 habitantes y una densidad poblacional de 18,35 personas por km².

## Geografía
El municipio de Castor se encuentra ubicado en las coordenadas 36°53′8″N 89°56′25″O / 36.88556, -89.94028. Según la Oficina del Censo de los Estados Unidos, el municipio tiene una superficie total de 281.95 km², de la cual 280.25 km² corresponden a tierra firme y (0.61%) 1.71 km² es agua.

## Demografía
Según el censo de 2010, había 5174 personas residiendo en el municipio de Castor. La densidad de población era de 18,35 hab./km². De los 5174 habitantes, el municipio de Castor estaba compuesto por el 98.53% blancos, el 0.33% eran afroamericanos, el 0.27% eran amerindios, el 0.04% eran asiáticos, el 0.02% eran isleños del Pacífico, el 0.15% eran de otras razas y el 0.66% pertenecían a dos o más razas. Del total de la población el 0.93% eran hispanos o latinos de cualquier raza.